# Vipern
Vipern oder Ottern (Viperidae) sind eine in Amerika, Afrika und Eurasien verbreitete Familie von Giftschlangen mit 39 Gattungen und, je nach Auslegung, über 360 Arten. Alle Arten dieses Taxons sind giftig, aber nicht jede tödlich giftig, siehe: Fea-Viper
Während sie in Australien, Ozeanien, darunter Neuguinea, und auf Madagaskar völlig fehlen, sind sie in Europa mit circa 15 Arten vertreten: Die Kreuzotter hat das größte Verbreitungsgebiet, auf Höhe der Alpen wird sie im Süden von der Aspisviper abgelöst. Im Norden der Iberischen Halbinsel lebt die Nordiberische Kreuzotter, weiterhin gibt es in Spanien und Portugal die größere Stülpnasenotter. Von Österreich aus nach Südosteuropa bis ans Schwarze Meer lebt die Europäische Hornotter. Die Wiesenotter ist Europas kleinste und seltenste Viper. Im Kaukasus gibt es die Steppenotter, die Kaukasusotter und die Westliche Kaukasusotter. Die Waldsteppenotter kommt in der Ukraine vor. Während die vormals genannten zu den Echten Ottern (Vipera) gehören, gibt es aus der Gattung der Bergottern (Montivipera) die Kleinasiatische Bergotter und aus der Gattung der Großvipern (Macrovipera) die Milosviper sowie, mit bis zu 220 cm die größte Viper Europas, die Levanteotter. Die einzige europäische Grubenotter ist die Halysotter.

## Beschreibung
Je nach Art erreichen Vipern eine Länge von 30 cm bis über drei Meter. Die häufig gedrungenen, massig wirkenden Schlangen sind durch einen kurzen Schwanz und einen dreieckigen, meist deutlich vom Hals abgesetzten Kopf gekennzeichnet. Mit Ausnahme der Krötenvipern weisen alle Vipern senkrecht geschlitzte elliptische Pupillen auf, ein Hinweis auf die zumeist  dämmerungs- und nachtaktive Lebensweise. Vipern sind selten auffällig, häufig in eher dunklen Erd- oder Olivtönen gefärbt.
Bei ovoviviparen Arten reifen die Eier im Körper des Muttertieres und die Jungen schlüpfen bei der Eiablage aus der kalklosen Eihülle, es gibt jedoch auch zahlreiche eierlegende (ovipare) Arten.
Vipern verfügen über einen hochentwickelten Giftapparat mit beweglichen röhrenartigen (solenoglyphen) Giftzähnen. Bei geschlossenem Maul liegen die Giftzähne „eingeklappt“ in einer Bindegewebsfalte im Gaumendach und werden beim Aufreißen des Mauls durch die Drehung zweier Knochen (Maxillar- und Präfrontalknochen) senkrecht zum Oberkiefer aufgerichtet. Hierdurch wird ein sehr tiefes Eindringen der Zähne in die Beute ermöglicht, und es kann eine effektive Injektion des Schlangengiftes erfolgen.

## Schlangengift
Die meisten Viperngifte sind vor allem hämotoxisch, zerstören also vor allem Zellen des Blutes und die sie umgebenden Gewebe durch verschiedene Proteasen. Hämotoxine führen zu umfassenden Gewebezerstörungen, inneren Blutungen und Schwellungen sowie Nekrosen und sind sehr schmerzhaft. Zu den wirksamsten Bestandteilen des Giftes gehören zudem Proteine, die die Blutgerinnung unterdrücken und damit gemeinsam mit den gewebezerstörenden Anteilen innere Blutungen verursachen. Blutungen treten dabei unter der Haut, in Nasen- und Mundhöhle und vor allem auch in Darm und Gehirn der Beutetiere auf. Neben diesen gibt es bei einigen Arten zudem neurotoxische Bestandteile, die auf das Nervensystem des Opfers wirken und Lähmungen hervorrufen. Diese kommen vor allem bei einigen Klapperschlangen wie der südamerikanischen Schauerklapperschlange (Crotalus durissus) oder einigen Puffottern (Bitis) vor.

## Systematik
Die Vipern sind eine von über zehn Familien Nattern- und Vipernartiger Schlangen. Nach Zaher et al. ergibt sich innerhalb dieser Gruppe folgende Systematik:
|  | Wassertrugnattern (Homalopsidae)                                                                                        |
|  | |
|  | \| \| Elapoidea (Giftnattern (Elapidae) und Verwandte) \| \| \| \| \| \| Colubroidea (Nattern (Colubridae)) \| \| \| \| |
|  | |
|  | Elapoidea (Giftnattern (Elapidae) und Verwandte)                                                                        |
|  | |
|  | Colubroidea (Nattern (Colubridae))                                                                                      |
|  | |

|  | Elapoidea (Giftnattern (Elapidae) und Verwandte) |
|  |                                                  |
|  | Colubroidea (Nattern (Colubridae))               |
|  |                                                  |

|  | Wassertrugnattern (Homalopsidae)                                                                                        |
|  | |
|  | \| \| Elapoidea (Giftnattern (Elapidae) und Verwandte) \| \| \| \| \| \| Colubroidea (Nattern (Colubridae)) \| \| \| \| |
|  | |
|  | Elapoidea (Giftnattern (Elapidae) und Verwandte)                                                                        |
|  | |
|  | Colubroidea (Nattern (Colubridae))                                                                                      |
|  | |

|  | Elapoidea (Giftnattern (Elapidae) und Verwandte) |
|  |                                                  |
|  | Colubroidea (Nattern (Colubridae))               |
|  |                                                  |

|  | Wassertrugnattern (Homalopsidae)                                                                                        |
|  | |
|  | \| \| Elapoidea (Giftnattern (Elapidae) und Verwandte) \| \| \| \| \| \| Colubroidea (Nattern (Colubridae)) \| \| \| \| |
|  | |
|  | Elapoidea (Giftnattern (Elapidae) und Verwandte)                                                                        |
|  | |
|  | Colubroidea (Nattern (Colubridae))                                                                                      |
|  | |

|  | Elapoidea (Giftnattern (Elapidae) und Verwandte) |
|  |                                                  |
|  | Colubroidea (Nattern (Colubridae))               |
|  |                                                  |

|  | Wassertrugnattern (Homalopsidae)                                                                                        |
|  | |
|  | \| \| Elapoidea (Giftnattern (Elapidae) und Verwandte) \| \| \| \| \| \| Colubroidea (Nattern (Colubridae)) \| \| \| \| |
|  | |
|  | Elapoidea (Giftnattern (Elapidae) und Verwandte)                                                                        |
|  | |
|  | Colubroidea (Nattern (Colubridae))                                                                                      |
|  | |

|  | Elapoidea (Giftnattern (Elapidae) und Verwandte) |
|  |                                                  |
|  | Colubroidea (Nattern (Colubridae))               |
|  |                                                  |

|  | Wassertrugnattern (Homalopsidae)                                                                                        |
|  | |
|  | \| \| Elapoidea (Giftnattern (Elapidae) und Verwandte) \| \| \| \| \| \| Colubroidea (Nattern (Colubridae)) \| \| \| \| |
|  | |
|  | Elapoidea (Giftnattern (Elapidae) und Verwandte)                                                                        |
|  | |
|  | Colubroidea (Nattern (Colubridae))                                                                                      |
|  | |

|  | Elapoidea (Giftnattern (Elapidae) und Verwandte) |
|  |                                                  |
|  | Colubroidea (Nattern (Colubridae))               |
|  |                                                  |

|  | Wassertrugnattern (Homalopsidae)                                                                                        |
|  | |
|  | \| \| Elapoidea (Giftnattern (Elapidae) und Verwandte) \| \| \| \| \| \| Colubroidea (Nattern (Colubridae)) \| \| \| \| |
|  | |
|  | Elapoidea (Giftnattern (Elapidae) und Verwandte)                                                                        |
|  | |
|  | Colubroidea (Nattern (Colubridae))                                                                                      |
|  | |

|  | Elapoidea (Giftnattern (Elapidae) und Verwandte) |
|  |                                                  |
|  | Colubroidea (Nattern (Colubridae))               |
|  |                                                  |

|  | Wassertrugnattern (Homalopsidae)                                                                                        |
|  | |
|  | \| \| Elapoidea (Giftnattern (Elapidae) und Verwandte) \| \| \| \| \| \| Colubroidea (Nattern (Colubridae)) \| \| \| \| |
|  | |
|  | Elapoidea (Giftnattern (Elapidae) und Verwandte)                                                                        |
|  | |
|  | Colubroidea (Nattern (Colubridae))                                                                                      |
|  | |

|  | Elapoidea (Giftnattern (Elapidae) und Verwandte) |
|  |                                                  |
|  | Colubroidea (Nattern (Colubridae))               |
|  |                                                  |

|  | Wassertrugnattern (Homalopsidae)                                                                                        |
|  | |
|  | \| \| Elapoidea (Giftnattern (Elapidae) und Verwandte) \| \| \| \| \| \| Colubroidea (Nattern (Colubridae)) \| \| \| \| |
|  | |
|  | Elapoidea (Giftnattern (Elapidae) und Verwandte)                                                                        |
|  | |
|  | Colubroidea (Nattern (Colubridae))                                                                                      |
|  | |

|  | Elapoidea (Giftnattern (Elapidae) und Verwandte) |
|  |                                                  |
|  | Colubroidea (Nattern (Colubridae))               |
|  |                                                  |

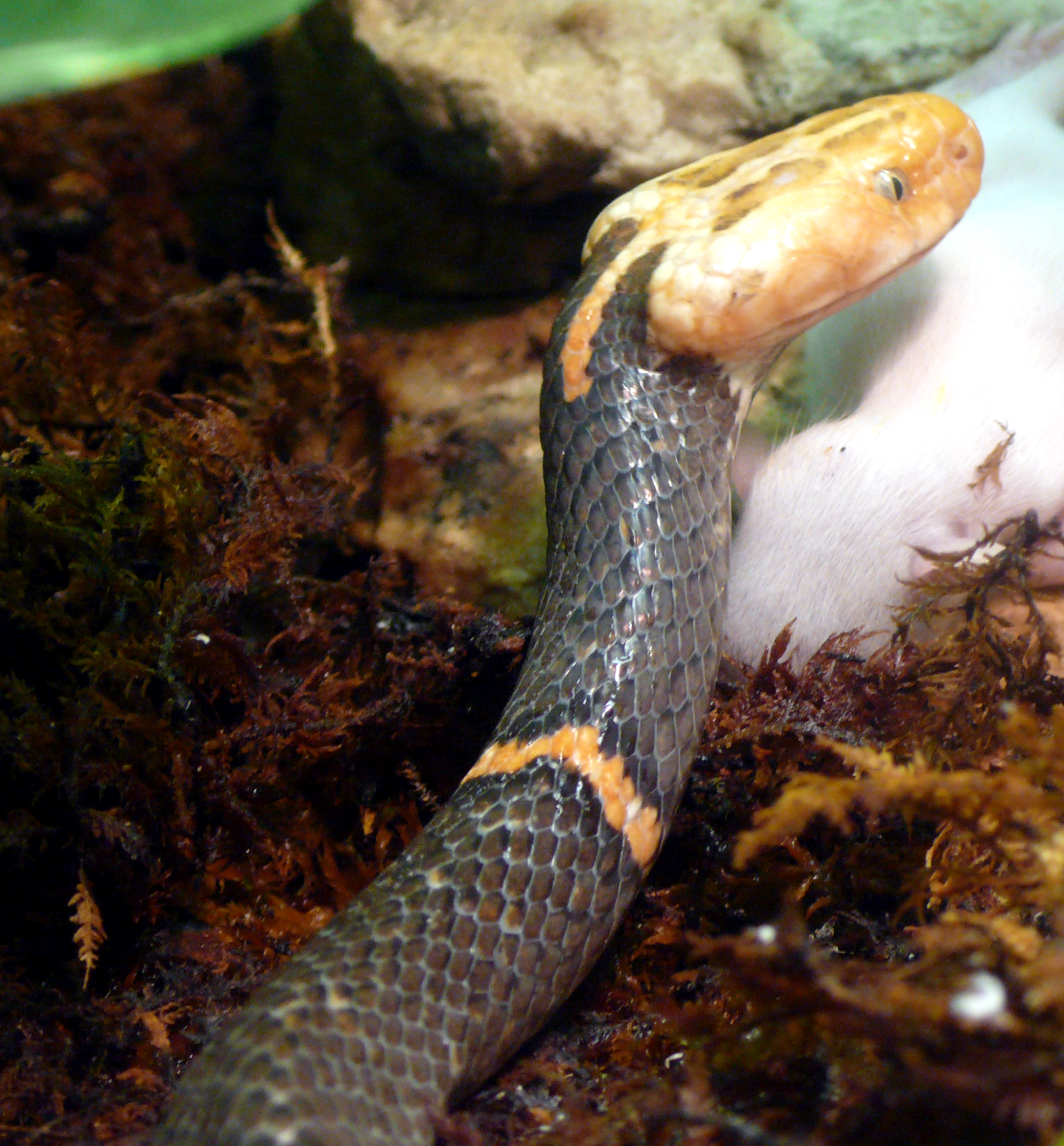
Die Fea-Viper (Azemiops feae) zählt weder zu den Grubenottern noch zu den Echten Ottern.

Innerhalb der Vipern unterscheidet man fast 360 Arten, die rund 39 Gattungen in drei Unterfamilien zugeordnet werden. Die Hauptgruppen innerhalb der Vipern sind zum einen die Echten Vipern (Viperinae) und zum anderen die Grubenottern (Crotalinae), zu denen z. B. die Klapperschlangen (Crotalus) gehören. Im Unterschied zu diesen fehlt den Echten Vipern das vor den Augen liegende Grubenorgan, ein Wärmesinnesorgan. Eine weitere Unterfamilie, die Azemiopinae, besteht aus nur einer Gattung (Azemiops) mit zwei Arten, der Fea-Viper (Azemiops feae) und Azemiops kharini.
Vor allem aufgrund von Daten der mitochondrialen DNA sowie der Zusammensetzung des Giftes wird Azemiops heute als basales Taxon in die Vipern (Viperidae) eingestellt. Andere molekularbiologische Untersuchungen nehmen jedoch eine Einordnung als Schwestergruppe der Grubenottern (Crotalinae) innerhalb der Vipern vor und auf der Basis einiger morphologischer Merkmale wie der Pupillen- und der Körperform wurde auch eine Zuordnung in die Verwandtschaft der Krötenvipern (Causinae) vermutet. Abschließend ist die systematische Zuordnung entsprechend bis heute nicht geklärt.
Folgende rezente Gattungen werden den Vipern zugeordnet:
Die Unterfamilie Azemiopinae beinhaltet eine Gattung mit zwei Arten. Bei Azemiops feae und Azemiops kharini handelt es sich um sehr ursprüngliche Vipern, die noch viele Merkmale aufweisen, die an Nattern oder Giftnattern erinnern, wie beispielsweise den schlanken Körper und die großen Kopfschilde.
- Azemiops

Die Schlangen der Unterfamilie Grubenottern (Crotalinae) zeichnen sich neben dem Grubenorgan auch durch einen zusätzlichen Muskel an den Giftdrüsen aus. Die Reptile Database führt 260 Arten (Stand November 2020) in den folgenden Gattungen:
- Dreieckskopfottern (Agkistrodon)

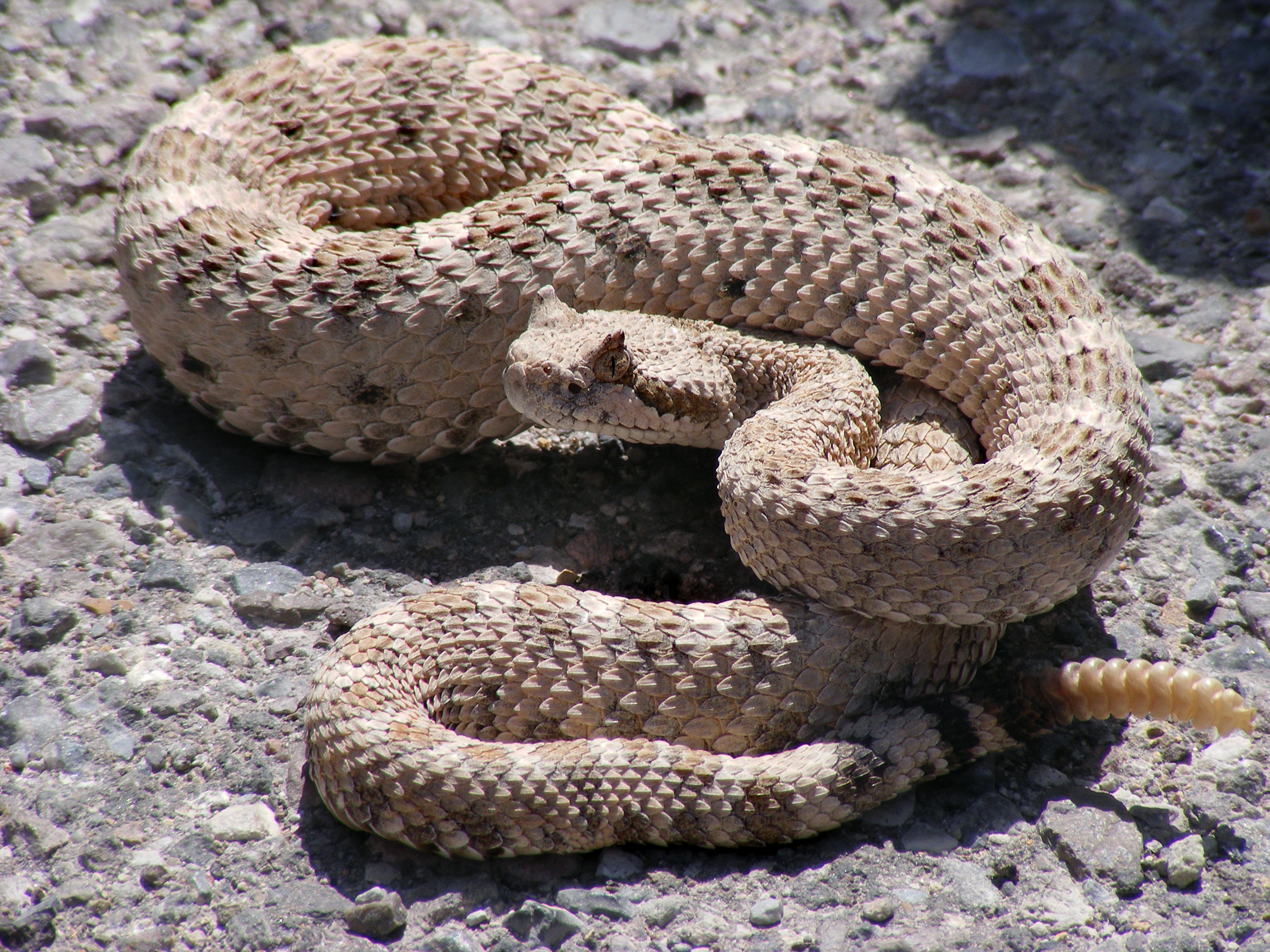
Die Seitenwinder-Klapperschlange (Crotalus cerastes) gehört zu den Grubenottern.

- Springende Lanzenottern (Atropoides)
- Palmlanzenottern (Bothriechis)
- Waldlanzenottern (Bothriopsis)
- Krötenkopf-Lanzenottern (Bothrocophias)
- Bothropoides
- Amerikanische Lanzenottern (Bothrops)
- Malayische Mokassinottern (Calloselasma)
- Berggrubenottern (Cerrophidion)
- Klapperschlangen (Crotalus)
- Chinesische Nasenottern (Deinagkistrodon)
- Garthius
- Halysottern (Gloydius)
- Ceylon-Nasenottern (Hypnale)
- Buschmeister (Lachesis)
- Mixcoatlus
- Mixocoatlus
- Mexikanische Horn-Lanzenottern (Ophryacus)
- Ovophis
- Hakennasen-Lanzenottern (Porthidium)
- Protobothrops
- Rhinocerophis
- Zwergklapperschlangen (Sistrurus)
- Bambusottern (Trimeresurus)
- Tempelottern (Tropidolaemus)

Den Schlangen in der Unterfamilie der Echten Vipern (Viperinae) fehlt das Grubenorgan. Die Reptile Database führt 100 Arten (Stand November 2020) in den folgenden Gattungen:
- Buschvipern (Atheris)
- Puffottern (Bitis)
- Krötenvipern (Causus)

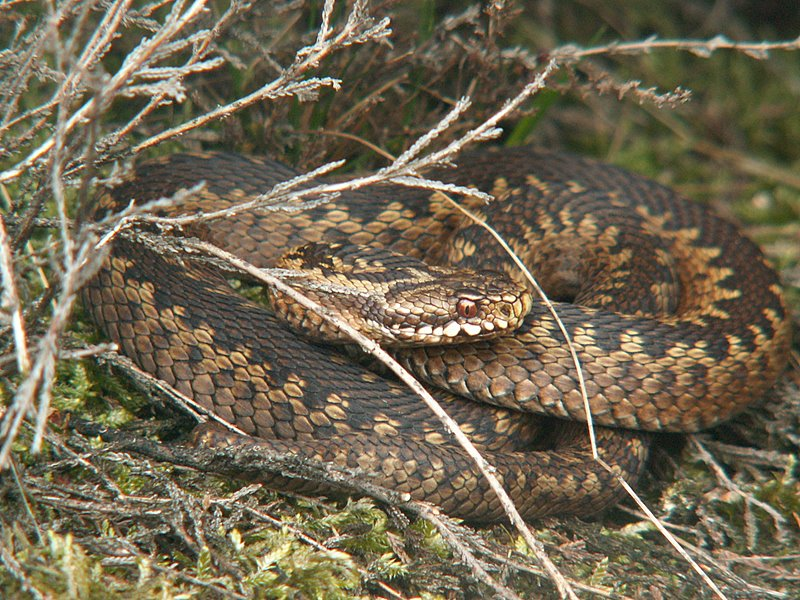
Die in Europa weit verbreitete Kreuzotter (Vipera berus) zählt zu den Echten Vipern.

- Afrikanische Hornvipern (Cerastes)
- Orientalische Vipern (Daboia)
- Sandrasselottern (Echis)
- MacMahon-Vipern (Eristicophis)
- Großvipern (Macrovipera)
- Ostafrikanische Bergottern (Montatheris)
- Bergottern (Montivipera)
- Sumpfvipern (Proatheris)
- Trughornvipern (Pseudocerastes)
- Echte Ottern (Vipera)

## Vipern als Arzneimittel

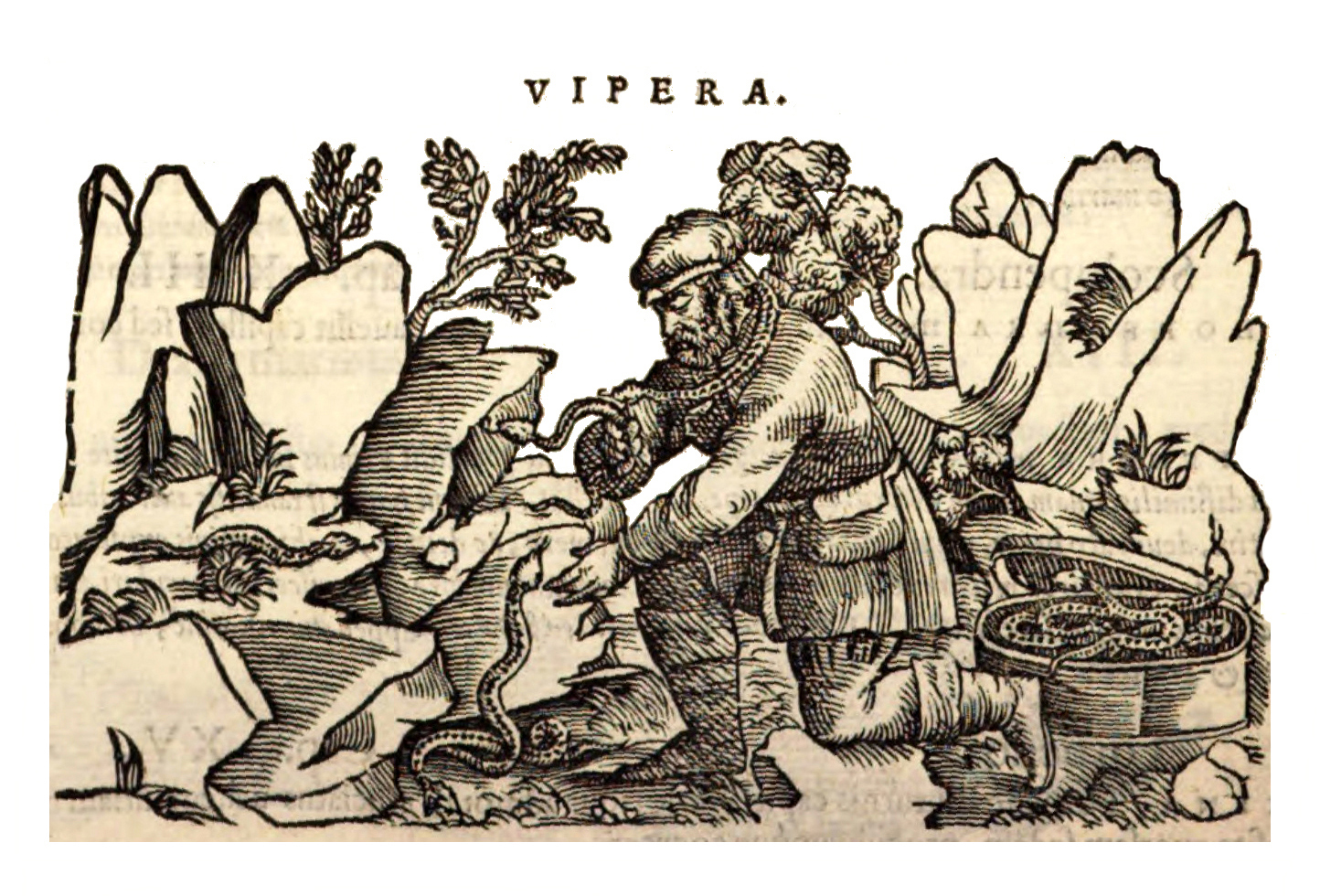
Pietro Andrea Mattioli. Commentarii in P. Dioscoridis libros de materia medica. 1559. Abbildung zum Kapitel «Vipera»

Körperteile der Viper – auch Otter genannt – wurden von der Antike bis ins 18. Jahrhundert im Mittelmeerraum zur Behandlung und Vorbeugung von Krankheiten verwendet. Vermutlich handelte es sich um die Arten Kreuzotter und/oder Aspisviper.

### Antike
Der auf Kreta geborene Andromachos der Ältere – Leibarzt des Kaisers Nero – und sein Sohn Andromachos der Jüngere fügten dem aus 36 Zutaten zusammengesetzten Gegengift (Theriak) des Mithridates Vipernfleisch hinzu. Zur Zubereitung wurden der Viper zunächst Kopf und Schwanz abgeschlagen. Danach wurde sie enthäutet, die Eingeweide wurden entfernt, das verbleibende Fleisch gewaschen, zerschnitten und mit Öl, Wein, Salz und Dill gekocht. Auch einzeln außerhalb des Theriak wurde das Vipernfleisch verwendet. Es sollte einen scharfen Blick verleihen und ein gutes Mittel gegen Neuralgien und Drüsenschwellungen sein. Durch seinen Genuss sollte man ein hohes Alter erreichen.
Aus der Viper wurde auch ein Salz bereitet. Dazu wurden lebendige Vipern mit Salz, Feigen und Honig in einem verschlossenen Topf geröstet, bis eine Salzmasse übrigblieb. Das Salz wurde gegen die gleichen Krankheiten wie das Fleisch verwendet.
Die Vipernhaut wurde in Wein gekocht. Der dabei entstehende Vipernhaut-Wein wurde als Spülmittel bei Ohrenleiden und bei Zahnschmerzen verwendet und auch unter die Augenmittel gemischt.
- Aulus Cornelius Celsus. Walther Frieboes (Übersetzer). Aulus Cornelius Celsus. Über die Arzneiwissenschaft. In acht Büchern.[10]
- Pedanios Dioskurides. De Medicinali Materia libri quinque. In der Übersetzung von Julius Berendes. Stuttgart 1902.[11]
- Plinius der Ältere. Naturalis historia[12]
- Galen.
  - De simplicium medicamentorum temperamentis ac facultatibus liber XI (Ausgabe Kühn, Band XII, S. 311–323)[13]
  - Ad pisonem de theriaca liber (Ausgabe Kühn, Band XIV, S. 233–255)[14][15][16][17][18][19][20]

### Arabisches Mittelalter
- Avicenna. Kanon der Medizin, Buch II. Einfache Arzneimittel. Überarbeitung durch Andrea Alpago. Venedig 1555, S. 301 (Cap. 616) : De vipera (Digitalisat)
- Abu Muhammad ibn al-Baitar. 13. Jh. Kitāb al-jāmiʿ li-mufradāt al-adwiya wa al-aghdhiya. Übersetzung durch Joseph Sontheimer unter dem Titel Große Zusammenstellung über die Kräfte der bekannten einfachen Heil- und Nahrungsmittel. Hallberger, Stuttgart Band I 1840 S. 66–69: Vipera (Digitalisat)

### Lateinisches Mittelalter
- Hildegard von Bingen. 12. Jh. Physica. Charles Victor Daremberg und Friedrich Anton Reuß (1810–1868). S. Hildegardis Abbatissae Subtilitatum Diversarum Naturarum Creaturarum Libri Novem. Migne, Paris 1855 nach der Handschrift Paris. Liber beate Hildegardis subtilitatum diversarum naturarum creaturarum et sic de aliis quam multis bonis. Paris. Bibliothèque Nationale. Codex 6952 f. 156–232. Vollständige Handschrift. 15. Jh. (1425–1450). Buch 8, Kapitel 11, (Spalte 1342): De vipera (Digitalisat)
- Konrad von Megenberg. Buch der Natur. Ausgabe Franz Pfeiffer. Aue, Stuttgart 1861, S. 285 (III E, 37): Von der Vippern (Digitalisat)
- Hortus sanitatis. Jacobus Meydenbach, Mainz 1491 De animalibus Cap. 154 : Vipera (Digitalisat); Deutsche Ausgabe Grüninger, Straßburg 1529 (Digitalisat)

### Neuzeit
In der Neuzeit war die Verwendung von Vipern-Arzneien insbesondere im 17. Jahrhundert verbreitet und mit den Namen Francesco Redi, Moyse Charas, Pierre Bourdelot und Felice Fontana verbunden. Im 18. Jahrhundert wurden Zubereitungen aus der Viper nur noch in der Volksmedizin verwendet, vornehmlich in Form einer aus Vipern- und Kalbfleisch bereiteten Brühe zur „Blutreinigung“ und als Schutz gegen epidemische Krankheiten.

#### 16. Jahrhundert
- Pietro Andrea Mattioli. Commentarii in P. Dioscoridis libros de materia medica. Venetia 1559, S. 190–193: Vipera (Digitalisat), S. 768–770 Vipera (Matthioli Commentarius) (Digitalisat)

#### 17. Jahrhundert

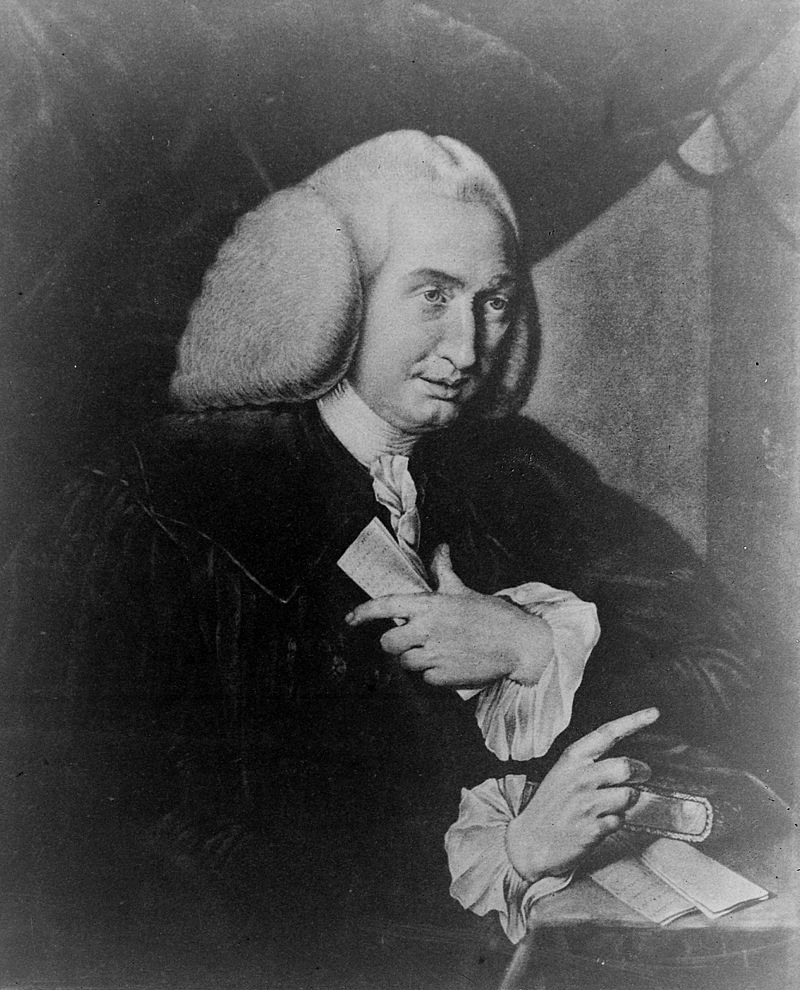
William Cullen 1710–1790

- Francesco Redi. Redi versicherte, dass er durch mehr als hundert Versuche an verschiedenen Tieren bewiesen habe, dass kein Teil der Viper, auch nicht der gelbe Saft, innerlich eingenommen giftig sei und dass man Tiere essen könne, die von Vipern getötet wurden.[22]

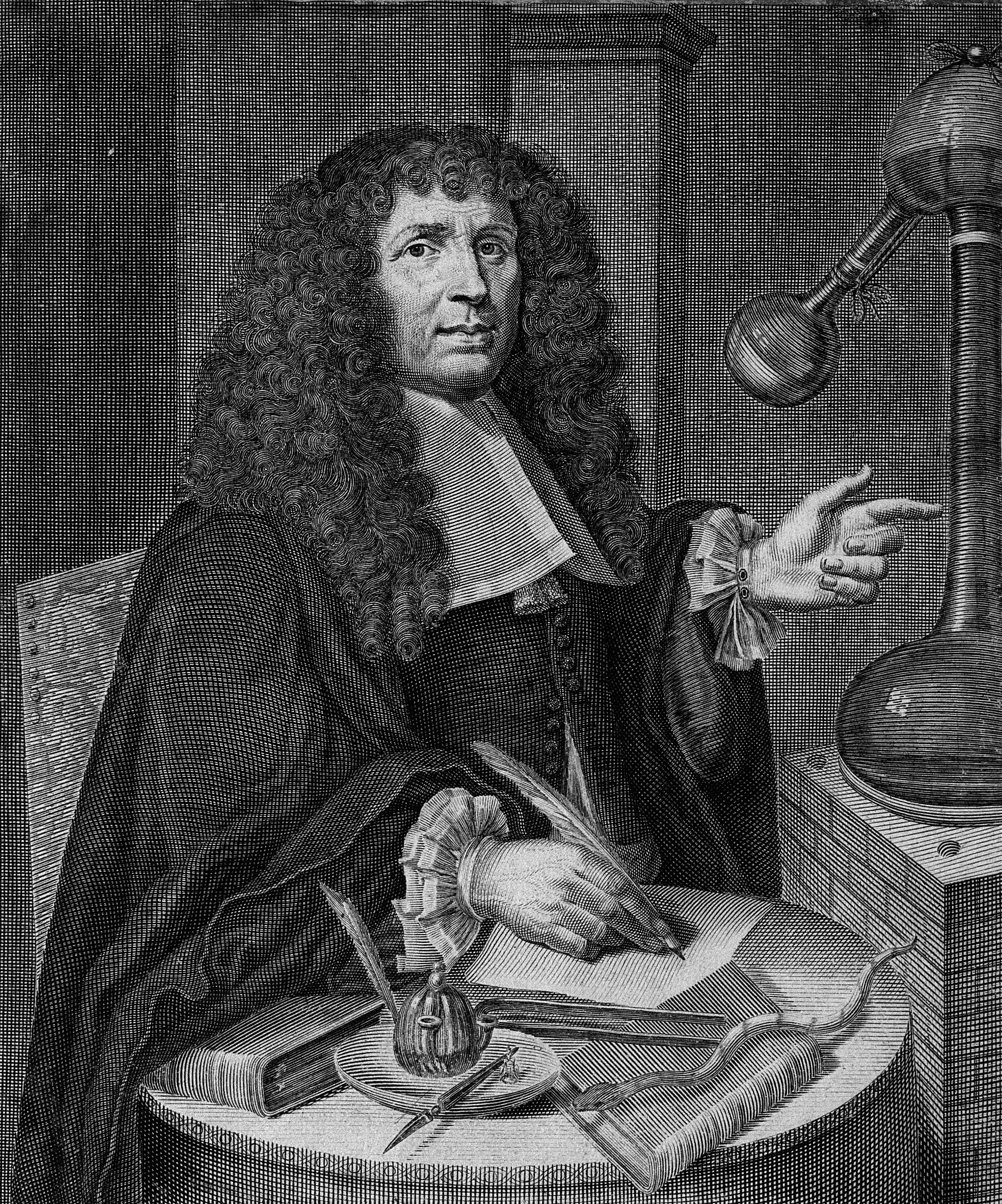
Moyse Charas 1619–1698

- Moyse Charas. Nach dem Vorbild des Paracelsisten Johann Zwelfer, der die Augsburger Pharmacopoe kritisch bewertet hatte[23], wagte der Apotheker und Arzt Moyse Charas Kritik an den traditionellen Vorschriften zur Theriakbereitung zu äußern, ohne diese Vorschriften grundsätzlich in Frage zu stellen. 1668 veröffentlichte er seine Änderungsvorschläge und kritisierte dabei insbesondere das Zubereitungsverfahren für die Theriak-Zutat Vipernfleisch.[24] Daraus entwickelte sich eine Kontroverse mit Francesco Redi, in die auch Pierre Bourdelot und Felice Fontana einbezogen wurden. Charas verfertigte ein Vipern-Salz, das sich als Allheilmittel auch in Holland gut verkaufte, sodass er Schwierigkeiten hatte, genügend Vipern zu besorgen. Er bevorzugte Vipern aus der Region von Lyon und aus der Region von Poitiers.[25][26][27][28][29]
- Pierre Bourdelot. Recherches et observations sur les vipères, faites par Mr. Bourdelot, répondant à une lettre qu’il a reçue de Mr. Redi, premier Médecin du Grand Duc de Florence. Claude Barbin, Paris 1671 (Digitalisat)
- Felice Fontana. Ricerche fisiche sopra il veleno della vipera. Con alcune osservazioni sopra le anguillette del grano sperone. Jacopo Giusti, Lucca 1767 (Digitalisat).[30]
- Nicolas Lémery. Cours de chymie. Paris 1675, S. 502–513: De la Vipere (Digitalisat) S. 514–521 : Distillation de la Vipere (Digitalisat)[31]
- Christophe Glaser. Novum laboratorium medico-chymicum. Johann Marschalk, Nürnberg 1677, S. 356: Vippern / Distillation ihres Fleisches (Digitalisat)
- Pierre Pomet. Histoire générale des drogues, traitant des plantes, des animaux, & des mineraux ; ouvrage enrichy de plus de quatre cent figures en taille-douce tirées d'aprés nature ; avec un discours qui explique leurs differens noms, les pays d'où elles viennent, la maniere de connoître les veritables d'avec les falsifiées, & leurs proprietez, où l'on découvre l'erreur des anciens & des modernes...par le sieur Pierre Pomet.... Jean-Baptiste Loyson & Augustin Pillon Paris 1694, S. 60–62: De la Vipere (Digitalisat)

#### 18. Jahrhundert
- Richard Mead. A mechanical account of poisons in several essays.  Ralph Smith, London 1702. 2. Auflage 1708, S. 1–35: Of the Viper (Digitalisat), S. 37–49 Some Anatomical Observations on the Viper … (Digitalisat)

„Dass also die Viper irgend besondere Nahrungseigenschaften haben sollte, kann ich nicht einsehen, dass sie aber einige besondere, arzneiliche Kräfte besäße, finde ich nicht den mindesten Grund anzunehmen. Ich bin daher genötigt, den Wahn von den Nahrungs- und Arzneikräften derselben als ein Kennzeichen, unter mehreren, von der Schwäche und Torheit der Alten und ihrer neuern Anhänger anzusehen.“